# 伊藤達也
伊藤 逹也（いとう たつや、1961年〈昭和36年〉7月6日 - ）は、日本の政治家。自由民主党所属の衆議院議員（10期）、衆議院情報監視審査会会長。
関西学院大学大学院経営戦略研究科教授、千葉商科大学大学院政策研究科客員教授、関西大学大学院会計研究科客員教授、公益財団法人松下政経塾評議員、PHP総研コンサルティングフェロー。通商産業政務次官、内閣府副大臣（金融・経済財政政策担当）、内閣府特命担当大臣（金融）、衆議院財務金融委員長、衆議院予算委員長、内閣総理大臣補佐官（社会保障担当）、内閣府大臣補佐官（地方の中小企業振興）などを歴任した。

## 概説

### 生い立ち
1961年7月6日、東京都出身。父親はエア・ウォーター会長やタテホ化学工業会長を務めた伊藤孝史。1980年、府中白百合幼稚園、府中市立第一小学校、調布市立第一小学校、調布市立調布中学校を経て、慶應義塾高等学校を卒業。高校時代、母を難病の全身性エリテマトーデスで約3年間の闘病生活の後亡くす。このとき、国の医療制度や福祉政策に疑問を持ち、政治家を志しはじめる。慶應義塾大学卒業後、松下幸之助が創設した財団法人松下政経塾に第5期生として入塾。高市早苗衆院議員と同期。ウイングスーツパイロットの伊藤慎一は実弟。カリフォルニア州立大学院に留学中、サクラメント市でシティマネージャーを学ぶ。政治家を志し、自分の生活費を稼ぐために西調布にて、ピザ屋を開店。この経験が後の中小企業政策の土台となる。

### 政界入り
1993年、日本新党から出馬、選挙中は「50、60、70に政治は・・」を連呼、所謂、老害政治を批判、衆議院議員に初当選。1996年の第41回衆議院議員総選挙では新進党から出馬し、東京22区（調布市・稲城市・狛江市・府中市）で再選。1997年7月に新進党を離党し、その時期の都議選では日本新党時代からの同志古賀俊昭の都政復帰に尽力、無所属クラブを経て1998年1月、民政党結成に参加した。しかし、4月27日の民主党結成大会に参加せず、同年7月、自由民主党に入党し平成研究会（小渕派）へ入会した。2000年に通商産業政務次官、2001年に自民党e-Japan特命委員会事務局長を務め安価で高速なブロードバンド網の構築に貢献した。

### 小泉政権から麻生政権まで
2002年、第1次小泉第1次改造内閣にて内閣府副大臣（金融、経済財政政策担当）に任命された。2004年、第2次小泉改造内閣にて内閣府特命担当大臣（金融担当）に就任した。松下政経塾出身者では初の閣僚となる。2005年不良債権問題の終結を世界に宣言した。2005年の第44回衆議院議員総選挙では民主党の山花郁夫を破って再選。2006年、衆議院財務金融委員長に就任。2007年、党の地域再生調査会長に就任。自民党幹事長補佐として中川秀直幹事長ともに上げ潮派として、経済成長による増税なき財政再建を掲げた経済財政の一体改革を取りまとめる。

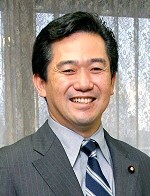
第2次小泉改造内閣入閣時に撮影された公式肖像写真

2008年、福田内閣にて内閣総理大臣補佐官（社会保障担当）に就任した。社会保障国民会議を運営し、視察をし、国民の声を集約して内閣総理大臣の福田康夫へ具申した。また、自由民主党国家戦略本部の副本部長にも任命されている。同年、地域・生活者起点で日本を洗濯（選択）する国民連合の自民党事務局長に就任した。内閣改造に伴い、いったんは内閣総理大臣補佐官（社会保障担当）を退任するが、改造後20日ほど経ってから再度任命された。
2008年自由民主党総裁選挙では、石破茂の推薦人の一人を務めた。リーマンショック後に、自民党中小企業調査会長として中小企業の資金繰りを支援した。特にものづくり補助金を創設し約1.5倍の政策効果があったとされている。2009年の第45回衆議院議員総選挙では前回下した山花に敗れて落選、比例復活もかなわなかった。

### 民主党政権下
落選後、関西学院大学の大学院にて、経営戦略研究科の教授に就任した。そのほかにも、千葉商科大学の大学院では、政策研究科の客員教授を務めている。同様に、関西大学の大学院では、専門職大学院として設置された会計研究科にて客員教授を務めている。また、出身母体である松下政経塾の評議員も務めている。PHP研究所が設立したシンクタンク「PHP総研」では、コンサルティングフェローを務めている。

### 第2次安倍政権～現在
2012年の第46回衆議院議員総選挙では東京22区から再び出馬。山花を破り、国政に復帰。その際に所属していた平成研究会（額賀派）を離脱し、無派閥となった。2014年の第47回衆議院議員総選挙では東京22区から出馬し、7選。第2次安倍改造内閣においては、2014年9月9日より内閣府大臣補佐官を務め、内閣府特命担当大臣（国家戦略特別区域担当）の石破茂を支えた。2015年9月28日、水月会（石破派）の旗揚げに参加。第3次安倍第2次改造内閣発足に伴い、2016年8月3日付で内閣府大臣補佐官を退任した。2017年の第48回衆議院議員総選挙で8選。衆議院東日本大震災復興特別委員長として復興庁の設置期限を10年間延長する改正復興庁設置法などの関連法をとりまとめた。自民党中小企業･小規模事業者政策調査会顧問として持続化給付金の財源を財務省から2兆円引き出した。2018年自由民主党総裁選挙、2020年自由民主党総裁選挙では、石破茂候補の推薦人となった。
2021年3月18日、水月会（石破派）を退会。
2021年自由民主党総裁選挙で河野太郎の推薦人となり選挙対策本部長を務める。同年9月17日午前9時、河野太郎出陣式がオンライン形式にて行われた。伊藤は出陣式にて「異端児とも呼ばれる河野さんの強い個性を私たちが支えていこう」と呼び掛けた。9月24日の拡大選挙対策本部会議で「河野さんへの支持は着実に広がっている。総裁選終盤、議員票をしっかり確保しなければいけない。１人でも多くの仲間を得られるよう全力で力を貸してほしい」と呼びかけた。
2021年10月31日、第49回衆議院議員総選挙で9選。
2022年3月31日、平成研究会（茂木派）に入会（事実上の復帰）。
2023年1月31日、自民党幹事長代理に就任。
2023年9月26日、自民党国際局長に10年ぶり二度目の就任をした。国際局長就任後、米国訪問等を通して積極的に党外交を進めている。また、2023年12月には2024年に国交樹立100年を迎えるトルコのコルクット・ギュンゲン特命全権大使との会談を行い、防災分野、EPA(経済連携協定)に関する足並みをそろえることを改めて確認した。ちなみに地元である東京都三鷹市にある中近東文化センターの付属機関であるアナトリア考古学研究所がトルコのカマン・カレホユックで発掘調査を行っている。
2024年10月4日、衆議院予算委員長に就任。
2024年10月27日、第50回衆議院議員総選挙で山花に敗れるも比例復活で10選を果たした。選挙の結果、自由民主党は大敗し、約30年ぶりとなる少数与党内閣が発足。この影響により、予算委員長のポストは野党・立憲民主党の安住淳に譲渡されることとなった。決選投票後の取材では、「非常に厳しい政治運営を強いられる。野党と丁寧に議論しながら進めていかないといけない」「新しい議会の意思決定の仕組みをつくれるかどうかが問われている。手探りでやるしかない」などと語った。また、自身のX（旧Twitter）において、「予算委員長ポストを野党に譲ることになったと連絡がありました。国民生活に重大な影響を与える予算案が成立できなければ、政権の命運は尽きます。今後、少数与党の政権運営は厳しさを増すことになりますが、与党の一員として、最善を尽くしていきます」と述べている。
同年11月13日、衆議院情報監視審査会会長に就任した。

## 政策

### 「骨太の方針2006」と歳出改革に関するプロジェクトチーム
出典：
- 2006年7月閣議決定された「骨太の方針2006」（「経済財政運営と構造改革に関する基本方針2006」、以下「骨太2006」）の柱となった政策は、2011年のプライマリーバランス（以下、「PB」）の黒字化を目指した「歳出歳入一体改革」である。この「骨太2006」を実質的にとりまとめたのは、中川秀直自民党政調会長を中心とした政調会で、同氏が座長を務める財政改革研究会（以下、「財革研」）の下に設置された「歳出改革に関するプロジェクトチーム」（以下、「歳出改革PT」）がその任にあたった。同PTの二か月余りの議論を経て削減案はまとめられ、6月26日の諮問会議で了承、「骨太2006」に組み込まれ、7月7日の閣議決定へといたった。

- この財革研では、伊藤達也の下に2006年2月ころから歳出改革のための「隠れたチーム」が編成された。経済財政一体改革のうち最も難しい問題の一つが歳出改革であり、「霞が関に負けないブレーン集団」をつくるべく、民間チームとして経済界から6名、エコノミストを含めて人材派遣してもらい、また、政府側の人材に「負けないくらいのレベルの当時の優秀な人材」を経産省から得て、経産省内に「隠れたチーム」を作り、この民間チームと経産省チームの活動は2月から始まっていた。

- 歳出改革PTの役員構成に現れる表の陣容とは別に、裏面にPTの中枢部にあたる非公式な人的集団（以下、「インナー」）があった。役員のうち、中川秀直、甘利明、伊藤達也の三者がこれにあたる。そして、インナーを支えたのが、先に言及した民間チームと経産省人脈から形成された「裏ブレーンチーム」であり、伊藤達也を中心とするインナーが、裏ブレーンチームの補佐を受けながら、原案作成という重要な部分を受け持っていた。なお、伊藤たちが財務省ではなく、経産省の一部をブレーンとしていたのは、消費増税を通じた財政健全化を志向する財務省に、一定の警戒感を持っていたのかもしれない。

- 歳出改革PTの初会合（4月13日）における議事録の裏の断片的なメモからは、「2011年のPB黒字化は政権公約であり、財政制度審議会の長期展望では、2015年に消費税を22％とすることが必要ともされているが、そのような増税国家であってはならない。歳出削減から入り、財政再建の七（歳出削減）対三（増税）の黄金比を達成しなくてはならない。」といった、当日の挨拶と議員のやり取りがなされたと推測される。

- 予算の獲得を成長のエネルギー源としてきた自民党の歴史を振り返ると、歳出削減案の策定という難題を自民党がいかに達成してきたかについては、興味深い。まず重要な前提条件として、郵政選挙後の小泉の圧倒的な力があったことは確かである。

- しかし、郵政選挙後の小泉の神通力という追い風だけで、この難題が達成されたとも思えない。この課題を担当したのは、中川、甘利、伊藤の「上げ潮」派トリオで、彼らの目標は、経済成長を通じて財政再建を達成するという「上げ潮」政策をポスト小泉に承継させることにあったと考えられる。そのためには、ポスト小泉として期待される安倍政権それ自体も安定したものでなくてはならなかった。

- こうした将来を思い描くとき、小泉の神通力があるうちに、歳出削減計画をとりまとめ、消費増税の幅を最小化し、上げ潮政策の推進の前提条件を整えることは重要な課題であった。このことが、中川、甘利、伊藤を歳出削減に突き動かす強力なインセンティブになったと考えられる。

### 金融・財政政策
- 日本の金融について「国際的評価も高い金融システム」を構築するべき[32]という考えを述べている。伊藤は、金融大臣就任時のインタビューで、前任の竹中元金融大臣の際に行われていた「官主導」の改革に区切りをつけ、「民間が主役」の「利用者重視」「未来志向」の転換が必要だとした[33]。伊藤は、竹中時代の政策である「不良債権問題」と「ペイオフ解禁拡大」は引き続き進めるとしているが、それに加えて「地域経済の活性化」と「中小企業再生」のための「金融機能の強化」と「地域金融の確立(リレーショナル・バンキング)」をしていくと述べている。また「いつでも、どこでも、誰でも、適正な価格で」「多様な」「良質」な金融商品を安心して取り扱える「金融サービス立国」を目指すとしている[34]。特に地域金融の強化について、金融新聞のインタビューでは「事業再生や中小企業金融の円滑化」「地域金融の経営力強化」「地域での利便性の向上」の3点を重点施策にあげ、「それぞれの地域の特性」に基づいて「地域密着金融としての機能強化(リレーショナル・バンキング)」をするとしている[35]。さらに、中小企業の再生は「金融機能強化法」で対応し、資本の充実や経営の選択肢を増やすとしている。地域経済の活性化は「預金者の選択」を増やし、緊張感をもった地方金融機関の「経営基盤の強化」「収益力向上」を促すとしている[36]。また、「日本の金融を強化する野心的な課題にも挑戦したい」と、当時の金融問題の諸課題の解決にも意欲を見せている[37]。伊藤は、金融に関して「日本が力強い経済再生を果たしていくには金融は極めて戦略的な意味を持つ」としている[38]。日本経済新聞の論説主幹の岡部直明は、一連の対応を「民」を中心とした改革で、行政主導の竹中金融政策と比較して、「こわもてで通した竹中平蔵氏とはちがい、伊藤新金融大臣は腰が低い」と評価している[39]。
- 金融大臣在職時に、銀行のペイオフを断行した。ペイオフに際し、伊藤は、毎日新聞のインタビューで、不良債権比率の低下などを挙げて「ペイオフ完全解除の環境は整った」としている。ペイオフ解除に対して、伊藤は、地方銀行への不安が広がっていることに対して「そうではない」とした上で、銀行自身に対しても「経営内容や経営目標をわかりやすく説明することが重要」としている。また、行政としても「適切に対応する」として、大臣として不安の払しょくに努めた[40]。伊藤は、全面解禁の意義を、朝日新聞のインタビューで「金融機関が預金者の信頼を競い合う出発点」とした上で、銀行は、預金者の「選択に耐えられるよう、緊張感をもった経営」と「預金者への丁寧な説明」が必要だとしている。また当時の金融状況を「システム全体は安定」していて「健全性の確保の機器があれば早めに察知」して、対応するとした。日銀の幹部の言葉として「混乱なく全面解禁を迎えられそうだ」としていう[41]また、利用者の不安に対しては「利用者保護の整備」を進めるとしている[42]

### デジタル化への対応
- 金融大臣時代に金融行政の指針「金融改革プログラム」を策定し、リレーショナル・バンキングに合わせ、金融のIT化(フィンテック)を進めた。フィンテックに関して、伊藤は、週刊金融財政事情のインタビューにおいて「緊急対応の局面から（中略）未来志向の局面」への変化を挙げ「金融システムの安定化」のために金融再生を進めるとしている。この中で、金融のIT化(フィンテック)について、金融機関のＩＴ投資と収益の関係を「欧米の競争力のある金融機関の場合、ＩＴ投資に対しておよそ３、４倍の収益」と、欧州のIT化の事例を挙げ、日本では「ＩＴ投資は経費であって、収益強化のための投資になっていない」と指摘した。さらに、伊藤は、IT投資を推進するためには、金融機関において「経営戦略の中でＩＴをしっかり活用することが重要」と指摘している[43]。日本経済新聞は、伊藤の挙げた金融機関のＩＴ投資について「電子資金決済」「電子的金融取引」についての法整備や、金融庁が審判役に徹する行政の行動規範（コードオブコンダクト）の確立が必要と指摘した上で、利用者が「自己責任」をとれるようなインフラ整備が必要だと指摘している[44]。これら政策への評価として、金融経済新聞は「金融ITで設備投資急増」の記事において、金融機関のIT投資が900億円を超えたとことを伝えている。これは株価の回復などによる金融分野のIT投資が進んだことに合わせ、「今まで長期低迷していた地域金融の設備投資」が積極的に行われたためと分析した。またこれら投資は「継続的」と評価し、金融のIT化が進んでいるという認識を表した[45]。
- 2021年4月20日、伊藤達也自身が会長を務める自民党の競争政策調査会において、同年2月に施行したデジタルプラットフォーム取引透明化法の活用を主張。寡占化が進むネット広告市場で、一方的なルール変更やデータの囲い込みといった中で、公正で透明なルールを整える必要性を訴えた。事業者にシステムなどの変更に関する事前通知や理由の説明、個人データの取り扱いについて分かりやすい情報開示などを求めるよう強調している[46]。伊藤は「イノベーションの妨げとしないためにも規制範囲は必要最小限であることが望ましいが、優越的地位の乱用を巡る懸念が払しょくできなければ、ネット広告を規制対象事業とすることも考えていかなければならない」とコメントしている[47]。

### 地域経済の活性化
- 伊藤は2004年朝日新聞のインタビューにて「金融業界は変化に対応しながら、高水準のサービスや地域経済への貢献を民主導で進めていく必要があり、経営努力を求めたい。金融行政は市場を補完する審判役になる。不要な規制を撤廃して活力が発揮できる環境を作るとともに、利用者の保護を進めたい」とコメントしている[48]。
- 2017年DMO全国フォーラムにて、伊藤は地方創生・国家戦略特区担当大臣補佐官時に全国のDMO推進の立役者となった経験を踏まえ、日本経済を強固にするために地方経済の強化が重要であることを強調。「DMOが日本経済の底力を覚醒させるカギを持っている」と述べ、その成功のためのポイントとして（1）戦略性、（2）専門家とガバナンス、（3）安定的な財源、の3点を紹介した[49]。
- 2025年5月26日、石破茂内閣総理大臣に対し、地域経済の活性化に関する提言を行った。提言の内容は、主に企業の社会保険料負担軽減や人材の確保・定着を実現するための経営者への「人材マネジメント支援」の充実である。伊藤が会長を務める自由民主党の中小企業・小規模事業者政策調査会では、全国の中小企業の成長を促進する政策を掲げており、今回の提言では、昨今の全体的な働き手不足や大企業と比べた際の賃金格差に苦しんでいる中小企業・小規模事業者の課題を整理した。[50]

### 中小企業政策
- 2024年6月には中小企業・小規模事業者政策調査会長として岸田文雄総理へ下請法改正についての提言を行った。提言では現行法の執行の厳格化や、エネルギーコスト、原材料費、労務費が上昇中の中、価格の据え置き行為への対応として制度見直しを盛り込んでいる。政府は25年の通常国会で提出を視野に改正法を検討する見通しである。
- 物価上昇を上回る持続的な賃上げの実現には中小企業の取り組みが不可欠であると指摘し、中小企業が賃上げの原資を確保するのを後押しする必要があるとして、人件費に当たる「労務費」を適正に価格転嫁できる環境を整備するべきだとしている。具体策の一つとして、下請け企業に不当に安い価格での取引を求める「買いたたき」に関する規制を強化するため、下請法の見直しを検討すべきとしている。
- 2024年6月、自民党の中小企業・小規模事業者政策調査会長の代表として下請法改正を求める提言書を岸田文雄首相に提出した。提言は、物価上昇の局面で大企業などが中小企業や小規模事業者に価格の据え置きを強いる「買いたたき」への対応として制度見直しに言及した。約束手形による支払いへの制限も検討事項に含めた。物流の2024年問題にも触れ、長時間労働が問題となるなか、荷主と運送業者の関係も下請法の対象にすべきだと唱えた。[51]
- 2024年7月の物流ニッポンによるインタビューでは下請法は中企庁が管轄し、物流は国土交通省が多重下請け構造の是正に取り組んでいる点について、省庁の垣根を超えた連携の仕組みの構築の必要性を唱えた[52]。
- 日産自動車が中小の取引先企業への減額強要を継続していた問題に対して「取引先の企業に自主申告をさせて買いたたきをする、これがもう事実だとすると経営者トップの責任が問われる」と非難した[53]。

### その他の政策
- 国際競争力を高める法人税減税
- 公務員人件費の削減
- 社会保障制度改革
- 財政健全化のロードマップの提示
- 憲法改正に賛成[54]。
- 集団的自衛権の行使を禁じた政府の憲法解釈を見直すことに賛成[54]。
- 日本の核武装について検討すべきでないとしている[54]。
- 原子力規制委員会の新基準を満たした原発は再開すべきとしている[54]。
- 選択的夫婦別姓制度の導入に賛成[55][56]
- 上げ潮派であり「消費税0％の検討」を掲げた『国民を守るための「真水100兆円」令和2年度第2次補正予算に向けた提言』に賛同している[57]。
- 2008年、伊藤は社会保障担当の首相補佐官に就任[58]。年金、医療、少子化問題を集中審議する政府の社会保障国民会議を担当[59]。同年、週刊東洋経済のインタビューにて「行政にムダがあればそれを正していくのは当然のことだし、大きな借金を次の世代に残さないことも当然の議論です。社会保障のあるべき姿や政府が果たすべき役割を描き、給付やサービスの水準と負担のバランスについて議論を深めていくことができるのではないでしょうか。そのためにも、重要な論点をすべてテーブル上にのせて、国民の皆さんの目に見えるところで実感を持ってもらえるような議論が必要だと考えている。その中で私の経済財政運営の考え方についても理解してもらえるのではないか」とコメント[60]。

## 人物・エピソード
- 戸籍上の表記は「達」でなく「逹」（ただし、しんにょうの点は一つ）であるが、伊藤 達也（いとう たつや）と表記されることも多い。公式ウェブサイトでも「達」の字が使われている。
- 伊藤は、東京新聞によれば「母を難病で亡くしたことが政治家を志したきっかけ」だとしている[61]。伊藤は母の闘病期間が「3年近い」として「闘病生活の中で社会の盾というのを痛切に感じた」としている[62]。伊藤は、祖父が松下電器の広報宣伝の仕事をしていたたこともあり、小さいころから松下幸之助の話を聞かされていた[63]。その縁もあり、松下政経塾に5期生として入塾し、5年間勉強した。伊藤は、産経新聞の松下政経塾の特集で、塾の存在意義を「国家に必要なのは国家経営」だとして、現在の政治の現状を「国政が経営感覚を取り戻さないといけない」と指摘している[64]。伊藤は2004年に金融大臣になったが、これは松下政経塾創設から25年目にして初の大臣である[65]。大臣就任に際し、松下幸之助の墓参りに行った際のインタビューでは「松下塾長の教えを受け大臣になることができました。しっかり務めます」と答えている[66]。
- 伊藤は金融相着任時の日経新聞のインタビューで、政治家を志す者は自分と家族の生活費を賄う必要があるとして、20代で宅配ピザチェーン店を始めたことを紹介されている[67]。宅配ピザチェーン店の経営経験について、早稲田大学のキャンパス誌のインタビューでは政策立案に相当役立っているとしている。伊藤は、飲食店の経営は現金商売であるとして、そのために成果が売り上げという形であらわれるとしている。この経験は現場から政策立案する経験だったとし、政治家になるための良い経験だったと振り返っている[62]。
- FC東京20周年記念誌への伊藤の寄稿によれば、伊藤は1992年に「東京にプロサッカーチームをつくる会」を立ち上げ、ペレやセルジオ越後にも参加してもらったとしている。寄稿の中で、つくる会の活動を振り返り「多くの方々の長年の応援のおかげ」でFC東京が誕生したとして感謝を述べ「チームを作ろうという運動に少しでもお手伝いできたのであれば幸い」としたうえで、FC東京を「我らの誇り」と表現した[68]。
- 趣味はテニス、サッカー[69]、野球、映画鑑賞[70]。
- 石破茂は、「伊藤さんは金融担当大臣経験者で、非常に精緻な理論を組み立て、困難を乗り越えていく実行力を持った人です。伊藤さんは私がお願いして、補佐官に就任してもらいました。」と高く評価しており、「伊藤さんのような実行力のある人が必要だ」としている[71]。
- 2021年9月28日、自民党総裁選に立候補した河野太郎と共に二階俊博幹事長と面会をした。関係者によると河野は総裁選に向けた挨拶のために訪れたといい、二階氏は頑張れと激励したという[72]。
- 2014年の第186回国会において、過去に、大臣、副大臣、政務官、補佐官、議長、副議長、委員長の要職にあった衆議院議員で、質問、議員立法、質問主意書のいずれかの提出がなかった24人の議員（野田佳彦、小沢一郎、野田毅、亀井静香、鳩山邦夫、中村喜四郎、浜田靖一、高村正彦、平沼赳夫、丹羽雄哉、額賀福志郎、大島理森、川崎二郎、金子一義、山口俊一、山本有二、大畠章宏、小池百合子、細田博之、塩谷立、渡海紀三朗、林幹雄、伊藤達也、佐藤勉）の一人として紹介されている[73]。

## 不祥事
- 2005年の第44回衆議院議員総選挙にて、伊藤の東京都選挙管理委員会からの選挙カー燃料代の受領が、契約していない対象外のガソリンスタンドも利用していたため過大であったことが判明した[74]。マスコミによる取材に対し、伊藤は事実を認めたうえで謝罪し、受領した燃料代を東京都選挙管理委員会に全額返金した。伊藤は自身のブログなどでも謝罪を表明した[75]。

## 選挙歴
| 当落 | 選挙                   | 執行日         | 年齢 | 選挙区               | 政党       | 得票数     | 得票率 | 定数 | 得票順位 /候補者数 | 政党内比例順位 /政党当選者数 |
| ---- | ---------------------- | -------------- | ---- | -------------------- | ---------- | ---------- | ------ | ---- | ------------------ | ---------------------------- |
| 当   | 第40回衆議院議員総選挙 | 1993年07月18日 | 32   | 旧東京11区           | 日本新党   | 21万5247票 | 22.04% | 5    | 1/12               | /                            |
| 当   | 第41回衆議院議員総選挙 | 1996年10月20日 | 35   | 東京22区             | 新進党     | 6万9707票  | 29.57% | 1    | 1/6                | /                            |
| 当   | 第42回衆議院議員総選挙 | 2000年06月25日 | 38   | 比例東京             | 自由民主党 |            |        | 18   | /                  | 3/4                          |
| 比当 | 第43回衆議院議員総選挙 | 2003年11月09日 | 42   | 比例東京（東京22区） | 自由民主党 | 10万5385票 | 42.46% | 18   | 2/4                | 3/6                          |
| 当   | 第44回衆議院議員総選挙 | 2005年09月11日 | 44   | 東京22区             | 自由民主党 | 15万404票  | 52.10% | 1    | 1/4                | /                            |
| 落   | 第45回衆議院議員総選挙 | 2009年08月30日 | 48   | 東京22区             | 自由民主党 | 11万7315票 | 38.30% | 1    | 2/4                | /                            |
| 当   | 第46回衆議院議員総選挙 | 2012年12月16日 | 51   | 東京22区             | 自由民主党 | 11万5290票 | 40.04% | 1    | 1/6                | /                            |
| 当   | 第47回衆議院議員総選挙 | 2014年12月14日 | 53   | 東京22区             | 自由民主党 | 11万6757票 | 45.96% | 1    | 1/4                | /                            |
| 当   | 第48回衆議院議員総選挙 | 2017年10月22日 | 56   | 東京22区             | 自由民主党 | 11万493票  | 43.39% | 1    | 1/4                | /                            |
| 当   | 第49回衆議院議員総選挙 | 2021年10月31日 | 60   | 東京22区             | 自由民主党 | 13万1351票 | 46.87% | 1    | 1/4                | /                            |
| 比当 | 第50回衆議院議員総選挙 | 2024年10月27日 | 63   | 比例東京（東京22区） | 自由民主党 | 9万6748票  | 39.01% | 1    | 2/4                | 1/5                          |

## 所属団体・議員連盟

### 議員連盟
- 速やかな政策実現を求める有志議員の会
- 日韓議員連盟
- コンピュータ会計推進議員連盟（自民党TKC議連）[76]
- 氏継承議員連盟
- コミュニティ・スクール推進拡充議員連盟（会長）
- 中小印刷産業振興議員連盟（幹事長）

### 委員会
- 社会的事業推進特別委員会[77](委員長）

### その他団体
- 地域・生活者起点で日本を洗濯（選択）する国民連合 - 自民党事務局長
- 中小企業・小規模事業者政策調査（会長）[78]
- 自民党競争政策調査会[79]（会長）
- 2020年オリンピック・パラリンピック東京大会実施本部長代理
- 調布市軟式野球連盟会長
- 調布市ラグビーフットボール協会会長
- 調布市商工会顧問
- 調布市サッカー協会顧問
- 調布市空手道連盟顧問
- 調布市早朝野球連盟後援会会長
- 三鷹市サッカー協会顧問
- 三鷹市菊友会顧問
- 狛江市体育協会顧問
- 狛江市ビーチボール協会顧問
- 狛江市少年野球連盟名誉顧問
- 狛江市軟式野球連盟顧問
- 東京都クリーニング生活衛生同業組合名誉顧問
- 東京都食品衛生協会顧問
- 東京都美容生活衛生同業組合顧問
- 茶道裏千家淡交会東京第八南支部顧問
- 東日本大震災復興特別委員長
- 自民党税制調査会（副会長）
- 自民党GX実行本部（副本部長）
- 自民党デジタル社会推進本部（顧問）
- 宇宙・海洋開発特別委員会（委員長代理）
- 東京都第二十二選挙区（支部長）

## 著書
- 総理官邸の真実（PHP研究所）
- 永田町からの政治論（PHP研究所）
- 21世紀・日本の繁栄譜（PHP研究所）